# یوتا لاو
یوتا لاو (انگلیسی: Jutta Lau؛ زادهٔ ۲۸ سپتامبر ۱۹۵۵) قایقران روئینگ اهل آلمان شرقی بود.
وی در مسابقات کشوری و بین‌المللی در مجموع برندهٔ ۵ مدال طلا شده‌است.